# Дзиино, Оттавио
Оттавио Дзиино (итал. Ottavio Ziino; 11 ноября 1909, Палермо — 1 февраля 1995, Рим) — итальянский дирижёр, композитор и музыкальный педагог. Отец музыковеда Агостино Дзиино.
Окончил Палермскую консерваторию (1931), где изучал композицию под руководством Антонио Савасты; одновременно изучал в университете юриспруденцию. В 1930-е гг. работал в региональной прессе как музыкальный критик. В дальнейшем продолжил обучение в Риме у Ильдебрандо Пиццетти (композиция) и Бернардино Молинари (дирижирование); с 1938 г. работал как дирижёр.
Дебютировал как оперный дирижёр в 1942 году в Катании в постановке оперы Джакомо Пуччини «Турандот» с участием молодого Марио дель Монако, в том же году дирижировал в Венеции мировой премьерой Концертино в классическом стиле для фортепиано и камерного оркестра Дину Липатти (солировал Гвидо Агости), а в Парме — первой постановкой оперы Лино Ливиабеллы «Антигона». В 1944 г. дирижировал в Римской опере «Лючией ди Ламмермур» Гаэтано Доницетти, годом позже — оперой Пуччини «Мадам Баттерфляй». В 1947 г. стал первым дирижёром новосозданного Экспериментального музыкального театра в Сполето. В дальнейшем дирижировал на многих итальянских оперных сценах. В 1958 г. стал первым художественным руководителем Сицилийского симфонического оркестра; благодаря его руководству для выступлений в Палермо с этим коллективом приезжали Дариус Мийо и Игорь Стравинский, с ним постоянно работал Серджиу Челибидаке.
Автор пяти симфоний, среди которых Симфония № 2 «Мельбурнская» (1955), четырёх концертов — фортепианного (1975), скрипичного (1981), гобойного (1983), виолончельного (1984) и альтового (1986), различных симфонических, камерных и вокальных произведений, многие из которых так или иначе опираются на сицилийские народные мелодии. Преподавал в нескольких консерваториях, в 1973—1976 гг. директор Консерватории Сан-Пьетро-а-Майелла в Неаполе. Опубликовал книгу мемуаров (итал. Ricordi di un musicista; 1994).
Великий офицер Ордена «За заслуги перед Итальянской Республикой» (1981). В честь Дзиино в Риме проводится международный конкурс вокалистов. Однако площадь в Палермо (итал. piazza Ottavio Ziino) носит имя его дяди, видного палермского юриста.